# DDR-Leichtathletik-Meisterschaften 1981
Die DDR-Leichtathletik-Meisterschaften wurden 1981 zum 32. Mal ausgetragen und fanden vom 7. bis 9. August im Jenaer Ernst-Abbe-Sportfeld statt. Die Meisterschaft diente als letzte Generalprobe für den eine Woche später ausgetragenen Leichtathletik-Europacup in Zagreb.
Bei den Männern gelang es vier Athleten (Beck (400 m Hürden), Weber (Stabhoch), Beyer (Kugel) und Steuk (Hammer)) ihren Titel aus dem Vorjahr zu verteidigen, was bei den Frauen fünf Athletinnen (Göhr (100 m), Wöckel (200 m), Koch (400 m), Slupianek (Kugel) und Jahl (Diskus)) gelang.
Sportliche Höhepunkte waren der Junioren-Europarekord der erst 16-jährigen Heike Daute im Weitsprung sowie die DDR-Rekorde für Klubstaffeln über 4-mal 100 Meter durch den SC Magdeburg bei den Männern und vom SC Motor Jena bei den Frauen.
Die Ehrenpreise des Generalsekretärs des ZK der SED und Vorsitzenden des Staatsrates der DDR, Erich Honecker, erhielten für ihre ausgezeichneten Leistungen bei den Frauen Ellen Neumann für ihren 400-Meter-Hürdenlauf und bei den Männern Olaf Beyer für seinen 800-Meter-Lauf.
Wie üblich wurden aus zeitlichen oder organisatorischen Gründen verschiedene Wettbewerbe aus dem Programm der in Jena stattfindenden Hauptveranstaltung ausgelagert und an andere Orte zu anderen Terminen vergeben. In diesem Jahr waren dies der 10.000-Meter-Lauf, der Marathonlauf, das 50-km-Gehen, der Siebenkampf (Frauen) sowie der Zehnkampf (Männer) und wie jedes Jahr die Crossläufe.
Dabei stellte die Dresdnerin Ramona Neubert in ihrem ersten Siebenkampf gleich einen neuen Weltrekord auf. Im selben Wettkampf erzielte die Fünftplatzierte Heike Daute einen neuen Junioren-Europarekord. Beim 50-km-Gehen verbesserte der 20-jährige Berliner Uwe Dünkel seine eigene DDR-Bestleistung um 5 s.
Der erfolgreichste Athlet in diesem Jahr war mit drei gewonnenen Goldmedaillen der Magdeburger Sprinter Frank Emmelmann. Mit insgesamt 6 Gold-, 3 Silber- und 2 Bronzemedaillen war der SC Motor Jena die erfolgreichste Mannschaft der Meisterschaften, gefolgt vom ASK Vorwärts Potsdam die 6 Gold-, 2 Silber- und 7 Bronzemedaillen gewannen und dem SC Magdeburg mit 6 Gold-, 1 Silber- und 3 Bronzemedaillen.

## Hauptveranstaltung

### Männer

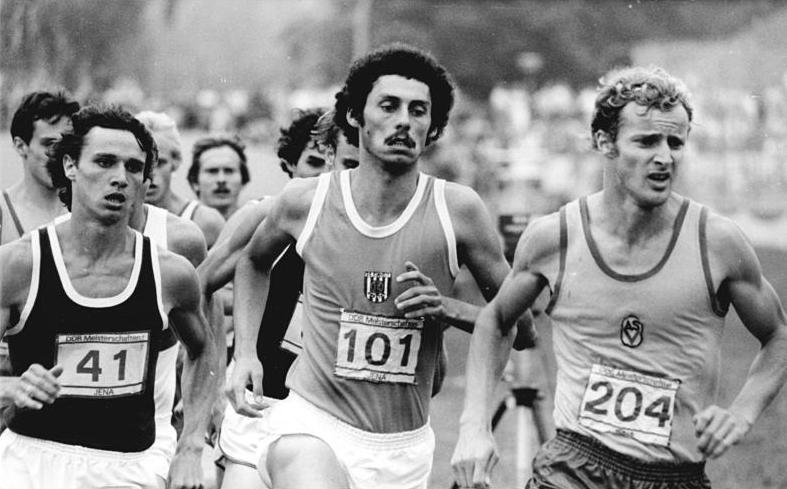
Sieger im 1500-Meter-Lauf wurde Olaf Beyer (r.), vor Andreas Busse (m.). Links der Viertplatzierte Lutz Zauber

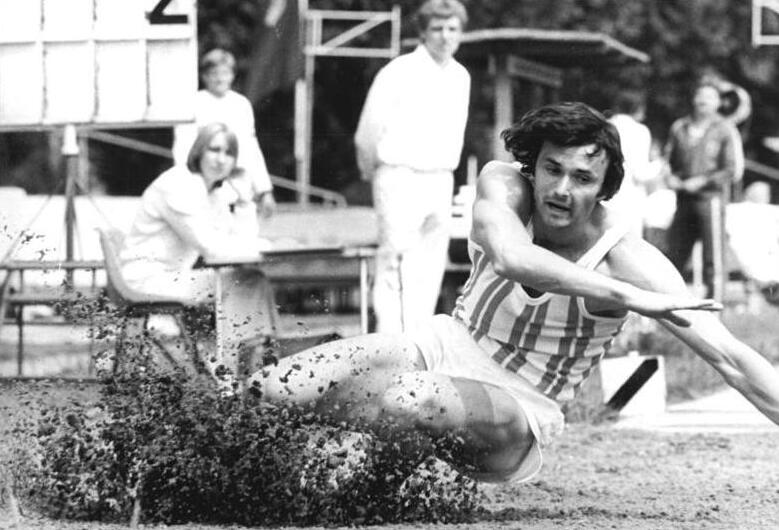
Neuer Titelträger im Zehnkampf wurde Rainer Pottel (hier beim Weitsprung) mit 8161 Punkten.

| Disziplin        | Gold                                                                      | Gold         | Silber                                                                        | Silber       | Bronze                                                                      | Bronze       |
| 0100 m           | Frank Emmelmann SC Magdeburg                                              | 10,19 s      | Frank Hollender SC Dynamo Berlin                                              | 10,52 s      | Bernhard Hoff SC Chemie Halle                                               | 10,53 s      |
| 0200 m           | Frank Emmelmann SC Magdeburg                                              | 20,40 s      | Bernhard Hoff SC Chemie Halle                                                 | 20,56 s      | Olaf Prenzler SC Magdeburg                                                  | 21,00 s      |
| 0400 m           | Andreas Knebel SC Magdeburg                                               | 45,72 s      | Volker Beck SC Turbine Erfurt                                                 | 46,02 s      | Carsten Petters SC Einheit Dresden                                          | 46,12 s      |
| 0800 m           | Olaf Beyer ASK Vorwärts Potsdam                                           | 1:44,31 min  | Detlef Wagenknecht SC Dynamo Berlin                                           | 1:44,81 min  | Andreas Busse SC Einheit Dresden                                            | 1:46,02 min  |
| 1500 m           | Olaf Beyer ASK Vorwärts Potsdam                                           | 3:46,43 min  | Andreas Busse SC Einheit Dresden                                              | 3:47,02 min  | Frieder Killig SC DHfK Leipzig                                              | 3:47,08 min  |
| 5000 m           | Hansjörg Kunze SC Empor Rostock                                           | 13:29,07 min | Werner Schildhauer SC Chemie Halle                                            | 13:31,59 min | Olaf Kampe SC Magdeburg                                                     | 13:55,48 min |
| 110 m Hürden     | Andreas Schlißke SC Karl-Marx-Stadt                                       | 13,65 s      | Holger Pohland SC DHfK Leipzig                                                | 13,89 s      | Ingo Bruhn SC Neubrandenburg                                                | 14,36 s      |
| 400 m Hürden     | Volker Beck SC Turbine Erfurt                                             | 49,74 s      | Jörg Hanniske SC Cottbus                                                      | 51,02 s      | Rolf Herrmann SC Dynamo Berlin                                              | 51,60 s      |
| 3000 m Hindernis | Ralf Pönitzsch SC Karl-Marx-Stadt                                         | 8:31,57 min  | Andreas Garack SC Cottbus                                                     | 8:31,77 min  | Michael Klabuhn ASK Vorwärts Potsdam                                        | 8:36,18 min  |
| 4 × 100 m        | SC Magdeburg Frank Löper Frank Emmelmann Olaf Prenzler Andreas Knebel     | 39,53 s      | SC Dynamo Berlin Frank Hollender Detlef Burdack Uwe Grunert Wolfgang Guse     | 40,16 s      | ASK Vorwärts Potsdam Detto Zülow Ingo Voge Klaus-Dieter Kurrat Frank Möller | 40,43 s      |
| 4 × 400 m        | SC DHfK Leipzig Frank Richter Andreas Neuber Enrico Becker Andreas Stolle | 3:07,54 min  | SC Dynamo Berlin Andreas Hübner Rolf Herrmann Detlef Wagenknecht Uwe Preusche | 3:08,04 min  | SC Cottbus Gerd Glodeck Andreas Fuchs Jörg Hanniske Udo Bauer               | 3:10,79 min  |
| 20-km-Gehen      | Ralf Kowalsky TSC Berlin                                                  | 1:21:39,1 h  | Roland Wieser SC Dynamo Berlin                                                | 1:22:12,3 h  | Ronald Weigel ASK Vorwärts Potsdam                                          | 1:22:39,4 h  |
| Hochsprung       | Rolf Beilschmidt SC Motor Jena                                            | 2,24 m       | Jörg Freimuth ASK Vorwärts Potsdam                                            | 2,24 m       | Henry Lauterbach SC Turbine Erfurt                                          | 2,21 m       |
| Stabhochsprung   | Axel Weber SC Motor Jena                                                  | 5,35 m       | Dieter Sickert SC Einheit Dresden                                             | 5,00 m       | Frank Henschel SC Cottbus                                                   | 5,00 m       |
| Weitsprung       | Uwe Lange SC Dynamo Berlin                                                | 8,02 m       | Henry Lauterbach SC Turbine Erfurt                                            | 7,97 m       | Frank Nowack TSC Berlin                                                     | 7,88 m       |
| Dreisprung       | Matthias Schröder SC Traktor Schwerin                                     | 15,99 m      | Axel Groß SC Empor Rostock                                                    | 15,83 m      | Bodo Behmer SC Neubrandenburg                                               | 15,83 m      |
| Kugelstoßen      | Udo Beyer ASK Vorwärts Potsdam                                            | 21,44 m      | Wolfgang Schmidt SC Dynamo Berlin                                             | 20,33 m      | Matthias Schmidt SC Motor Jena                                              | 19,83 m      |
| Diskuswurf       | Armin Lemme SC Magdeburg                                                  | 66,70 m      | Wolfgang Schmidt SC Dynamo Berlin                                             | 66,28 m      | Hilmar Hoßfeld SC Turbine Erfurt                                            | 62,98 m      |
| Hammerwurf       | Roland Steuk TSC Berlin                                                   | 75,28 m      | Tobias Stopat SC Karl-Marx-Stadt                                              | 72,28 m      | Matthias Moder SC Dynamo Berlin                                             | 69,88 m      |
| Speerwurf        | Gerald Weiß SC Traktor Schwerin                                           | 89,56 m      | Detlef Michel TSC Berlin                                                      | 86,76 m      | Detlef Fuhrmann SC Chemie Halle                                             | 86,48 m      |

### Frauen

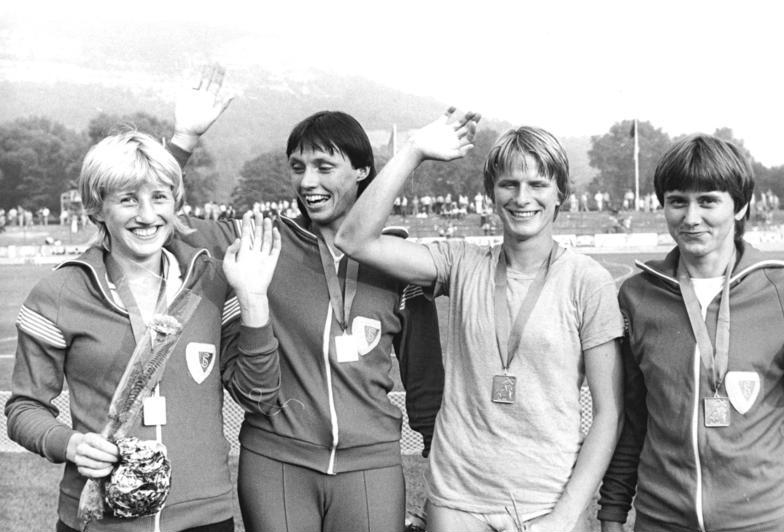
Das Frauenquartet Geipel, Wöckel, Auerswald und Göhr vom SC Motor Jena, stellte über 4-mal-100-Meter einen neuen DDR-Rekord für Klubstaffeln auf.

| Disziplin    | Gold                                                                            | Gold        | Silber                                                                            | Silber      | Bronze                                                                           | Bronze      |
| 0100 m       | Marlies Göhr SC Motor Jena                                                      | 11,20 s     | Bärbel Wöckel SC Motor Jena                                                       | 11,22 s     | Kirsten Siemon SC Empor Rostock                                                  | 11,37 s     |
| 0200 m       | Bärbel Wöckel SC Motor Jena                                                     | 22,07 s     | Kirsten Siemon SC Empor Rostock                                                   | 22,50 s     | Gesine Walther SC Turbine Erfurt                                                 | 22,62 s     |
| 0400 m       | Marita Koch SC Empor Rostock                                                    | 49,64 s     | Dagmar Rübsam SC Turbine Erfurt                                                   | 50,98 s     | Gabriele Löwe SC Einheit Dresden                                                 | 51,84 s     |
| 0800 m       | Martina Steuk TSC Berlin                                                        | 1:58,71 min | Hildegard Ullrich SC Turbine Erfurt                                               | 1:58,83 min | Marion Hübner SC Chemie Halle                                                    | 2:00,38 min |
| 1500 m       | Angelika Zauber SC Dynamo Berlin                                                | 3:59,90 min | Ulrike Bruns ASK Vorwärts Potsdam                                                 | 4:01,44 min | Beate Liebich SC Turbine Erfurt                                                  | 4:03,68 min |
| 3000 m       | Ulrike Bruns ASK Vorwärts Potsdam                                               | 8:49,67 min | Angelika Zauber SC Dynamo Berlin                                                  | 8:50,45 min | Beate Liebich SC Turbine Erfurt                                                  | 9:17,22 min |
| 100 m Hürden | Kerstin Knabe SC DHfK Leipzig                                                   | 13,08 s     | Gloria Kovarik SC Cottbus                                                         | 13,26 s     | Bettine Gärtz SC Karl-Marx-Stadt                                                 | 13,32 s     |
| 400 m Hürden | Ellen Neumann SC Dynamo Berlin                                                  | 54,79 s     | Petra Pfaff SC Cottbus                                                            | 55,54 s     | Birgit Sonntag SC Cottbus                                                        | 56,98 s     |
| 4 × 100 m    | SC Motor Jena Ines Geipel Bärbel Wöckel Ingrid Auerswald Marlies Göhr           | 42,35 s     | SC Turbine Erfurt Anneliese Walter Gesine Walther Dagmar Rübsam Manuela Siegfried | 43,96 s     | SC Magdeburg Sylvia Kirchner Ilona Eulenstein Undine Hartmann Cornelia Feuerbach | 44,86 s     |
| 4 × 400 m    | SC Magdeburg Cornelia Feuerbach Heidrun Giggel Ilona Eulenstein Undine Hartmann | 3:33,85 min | SC Cottbus Birgit Sonntag Antje Hinz Petra Pfaff Sabine Pfaff                     | 3:35,12 min | SC Turbine Erfurt Sabine Busch Hildegard Ullrich Andrea Werther Beate Liebich    | 3:36,30 min |
| Hochsprung   | Andrea Reichstein SC DHfK Leipzig                                               | 1,93 m      | Jutta Kirst SC Dynamo Berlin                                                      | 1,91 m      | Manuela Schröder SC Cottbus                                                      | 1,91 m      |
| Weitsprung   | Heike Daute SC Motor Jena                                                       | 6,91 m      | Sigrid Ulbricht SC Magdeburg                                                      | 6,89 m      | Heidrun Geißler SC Empor Rostock                                                 | 6,68 m      |
| Kugelstoßen  | Ilona Slupianek SC Dynamo Berlin                                                | 21,46 m     | Margitta Pufe SC Motor Jena                                                       | 20,37 m     | Helma Knorscheidt SC Chemie Halle                                                | 20,16 m     |
| Diskuswurf   | Evelin Jahl ASK Vorwärts Potsdam                                                | 66,72 m     | Petra Sziegaud SC Dynamo Berlin                                                   | 65,38 m     | Irina Meszynski TSC Berlin                                                       | 65,18 m     |
| Speerwurf    | Petra Potreck SC Traktor Schwerin                                               | 66,08 m     | Ute Hommola SC Karl-Marx-Stadt                                                    | 64,04 m     | Petra Felke SC Motor Jena                                                        | 63,40 m     |

## Ausgelagerte Wettbewerbe
Wie üblich wurden aus zeitlichen oder organisatorischen Gründen verschiedene Wettbewerbe nicht im Rahmen der in Jena stattfindenden Hauptveranstaltung ausgetragen.
Terminkalender der ausgelagerten Wettbewerbe in chronologischer Reihenfolge:
- Crosslauf: Darlingerode, 22. März
- Mehrkämpfe: im Leichtathletikstadion auf dem Gelände der Kinder- und Jugendsportschule von Halle (Saale), 23. bis 24. Mai – Männer: Zehnkampf / Frauen Siebenkampf
- 10.000-Meter-Lauf: im Rahmen des internationalen DVfL-Sportfestes im Max-Reimann-Stadion von Cottbus, 30. Mai
- Marathonlauf und 50-km-Gehen: 3 km Rundkurs in der Berliner Wuhlheide, 18. Juli

### Männer
| Disziplin                      | Gold                               | Gold         | Silber                              | Silber       | Bronze                                      | Bronze       |
| 10.000 m                       | Werner Schildhauer SC Chemie Halle | 28:11,23 min | Hansjörg Kunze SC Empor Rostock     | 28:13,25 min | Klaus-Dieter Schiemenz ASK Vorwärts Potsdam | 28:52,17 min |
| Marathon                       | Matthias Böckler SC Chemie Halle   | 2:17:40,0 h  | Matthias Weller SC Motor Jena       | 2:18:08,8 h  | Helfried Tannert SC Einheit Dresden         | 2:18:46,0 h  |
| 50-km-Gehen                    | Uwe Dünkel TSC Berlin              | 3:45:51,0 h  | Hartwig Gauder SC Turbine Erfurt    | 3:46:56,4 h  | Dietmar Meisch TSC Berlin                   | 3:48:56,2 h  |
| Zehnkampf                      | Rainer Pottel TSC Berlin           | 8161 Punkte  | Siegfried Stark SC Traktor Schwerin | 8036 Punkte  | Uwe Freimuth ASK Vorwärts Potsdam           | 8011 Punkte  |
| Crosslauf Mittelstrecke – 4 km | Lutz Zauber SC Dynamo Berlin       | 11:29 min    | Günter Ruth SC DHfK Leipzig         | 11:34 min    | Olaf Beyer ASK Vorwärts Potsdam             | 11:34 min    |
| Crosslauf Langstrecke – 12 km  | Werner Schildhauer SC Chemie Halle | 34:17 min    | Ralf Pönitzsch SC Karl-Marx-Stadt   | 34:53 min    | Klaus-Dieter Schiemenz ASK Vorwärts Potsdam | 34:58 min    |

### Frauen
| Disziplin      | Gold                              | Gold        | Silber                          | Silber      | Bronze                           | Bronze      |
| Siebenkampf    | Ramona Neubert SC Einheit Dresden | 6621 Punkte | Marion Weser SC Einheit Dresden | 6090 Punkte | Sabine Möbius SC DHfK Leipzig    | 5961 Punkte |
| Crosslauf 2 km | Ulrike Bruns ASK Vorwärts Potsdam | 6:21 min    | Angelika Kuhse SC Dynamo Berlin | 6:33 min    | Petra Sabban SC Traktor Schwerin | 6:43 min    |

## Medaillenspiegel

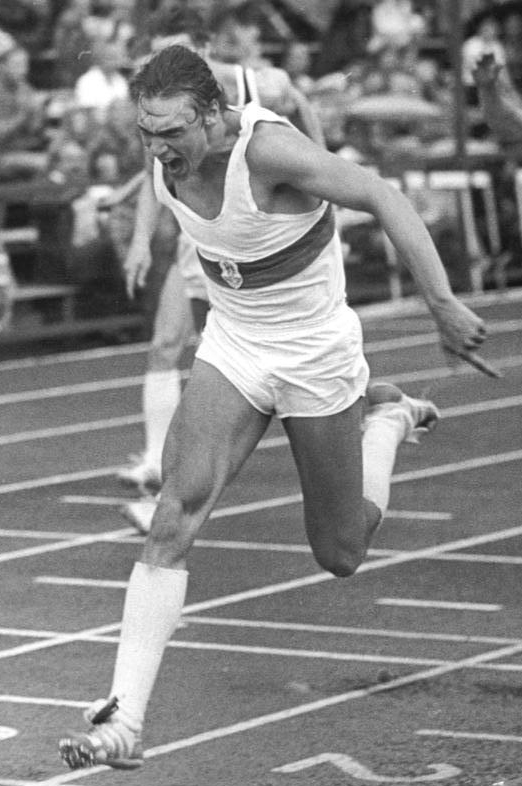
Sprinter Frank Emmelmann, der erfolgreichste Athlet dieser Meisterschaften mit drei Erfolgen über 100 m, 200 m und der 4-mal-100-Meter-Staffel.

Der Medaillenspiegel umfasst die Medaillengewinner und -gewinnerinnen aller Wettbewerbe.
| Platz | Verein                        | Verein               | Gold | Silber | Bronze | Gesamt |
| 01    | Logo vom SC Motor Jena        | SC Motor Jena        | 6    | 3      | 2      | 110    |
| 02    | Logo vom ASK Vorwärts Potsdam | ASK Vorwärts Potsdam | 6    | 2      | 7      | 150    |
| 03    | Logo vom SC Magdeburg         | SC Magdeburg         | 6    | 1      | 3      | 100    |
| 04    | Logo vom SC Dynamo Berlin     | SC Dynamo Berlin     | 5    | 110    | 2      | 180    |
| 05    | Logo vom TSC Berlin           | TSC Berlin           | 5    | 1      | 3      | 9      |
| 06    | Logo vom SC Chemie Halle      | SC Chemie Halle      | 3    | 2      | 4      | 9      |
| 07    |                               | SC DHfK Leipzig      | 3    | 2      | 2      | 7      |
| 08    | Logo vom SC Traktor Schwerin  | SC Traktor Schwerin  | 3    | 1      | 1      | 5      |
| 09    | Logo vom SC Empor Rostock     | SC Empor Rostock     | 2    | 3      | 2      | 7      |
| 10    | Logo vom SC Karl-Marx-Stadt   | SC Karl-Marx-Stadt   | 2    | 3      | 1      | 6      |
| 11    | Logo vom SC Turbine Erfurt    | SC Turbine Erfurt    | 1    | 6      | 6      | 130    |
| 12    | Logo vom SC Einheit Dresden   | SC Einheit Dresden   | 1    | 3      | 4      | 8      |
| 13    | Logo vom SC Cottbus           | SC Cottbus           | –    | 5      | 4      | 9      |
| 14    | Logo vom SC Neubrandenburg    | SC Neubrandenburg    | –    | –      | 2      | 2      |
|       | Total                         | Total                | 43   | 43     | 43     | 129    |

## Randnotizen
Traditionell wurden im Rahmen der Meisterschaften erfolgreiche Athleten vergangener Jahre feierlich aus der Nationalmannschaft verabschiedet. Unter den 24 ehemaligen Aktiven befanden sich unter anderem Ruth Fuchs und Johanna Klier.